# Чокаја (Бихор)
Чокаја (рум. Ciocaia) насеље је у Румунији у округу Бихор у општини Сакуени. Oпштина се налази на надморској висини од 104 m.

## Становништво
Према подацима из 2002. године у насељу је живело 929 становника.

### Попис2002.
| Расподела становништва по националности 2002.‍ | Расподела становништва по националности 2002.‍ | Расподела становништва по националности 2002.‍ | Расподела становништва по националности 2002.‍ | Расподела становништва по националности 2002.‍ |
| --------------------------------------------- | --------------------------------------------- | --------------------------------------------- | --------------------------------------------- | --------------------------------------------- |
|                                               |                                               |                                               |                                               |                                               |
| Румуни                                        | Румуни                                        |                                               | 80                                            | 8,6%                                          |
| Мађари                                        | Мађари                                        |                                               | 728                                           | 78,4%                                         |
| Роми                                          | Роми                                          |                                               | 120                                           | 12,9%                                         |